# Pelitli
Pelitli ist ein Dorf im Landkreis Midyat der türkischen Provinz Mardin. Pelitli liegt etwa 77 km östlich der Provinzhauptstadt Mardin und 11 km südlich von Midyat. Pelitli hatte laut der letzten Volkszählung 406 Einwohner (Stand Ende Dezember 2009).